# Gladioglanis
Gladioglanis is een geslacht van straalvinnige vissen uit de familie van de antennemeervallen (Heptapteridae).

## Soorten
- Gladioglanis anacanthus Rocha, de Oliveira & Rapp Py-Daniel, 2008
- Gladioglanis conquistador Lundberg, Bornbusch & Mago-Leccia, 1991
- Gladioglanis machadoi Ferraris & Mago-Leccia, 1989